# Campeonato Mundial de Biatlón de 1976
El XV Campeonato Mundial de Biatlón de 1976 se celebró en la localidad alpina de Anterselva (Italia) el 31 de enero de 1976 bajo la organización de la Unión Internacional de Biatlón (IBU) y la Federación Italiana de Deportes de Invierno. Solamente se realizó la prueba masculina de 10 km sprint, prueba no incluida en el programa de los XII Juegos Olímpicos de Invierno.

## Resultados

### Masculino
| Evento                  | Oro                           | Plata                           | Bronce                       |
| ----------------------- | ----------------------------- | ------------------------------- | ---------------------------- |
| 10 km velocidad (31.01) | Alexandr Tijonov URSS 35:27,7 | Alexandr Yelizarov URSS 35:56,2 | Nikolai Kruglov URSS 37:19,9 |

## Medallero
| Núm. | País  | Oro | Plata | Bronce | Total |
| ---- | ----- | --- | ----- | ------ | ----- |
| 1    | URSS  | 1   | 1     | 1      | 3     |
|      | TOTAL | 1   | 1     | 1      | 3     |